# 가와스미 다에코
가와스미 다에코(일본어: 河角 多恵子, 1972년 10월 30일 ~ )는 일본의 은퇴한 여자 축구 선수이다.

## 국가대표팀 경력
그녀는 1988년 6월3일 체코슬로바키아과의 경기에서 일본 국가대표팀에 데뷔했다. 그녀는 국제 A매치 2경기에 출전했다.

## 통계
| 일본 | 일본 | 일본 |
| 연도 | 출전 | 득점 |
| ---- | ---- | ---- |
| 1988 | 2    | 0    |
| 통산 | 2    | 0    |